# Королянчук, Валерий Степанович
Валерий Степанович Королянчук (15 октября 1965, Товтры, Черновицкая область) — советский и украинский футболист и спортивный функционер, нападающий и полузащитник.

## Биография
Начал играть на взрослом уровне в командах Черновицкой области в соревнованиях коллективов физкультуры. В 1983 году был приглашён в состав ведущей команды области, «Буковины», и провёл в её составе два матча во второй лиге. В 1984—1985 годах проходил военную службу в Южной группе войск. После возвращения со службы в течение пяти сезонов играл во второй лиге за «Буковину», в 1988 году стал победителем зонального турнира, а в 1989 году — лучшим бомбардиром своего клуба с 18 голами.
Летом 1990 года перешёл в одесский «Черноморец». Дебютный матч в высшей лиге сыграл 31 июля 1990 года против московского «Спартака», заменив на 60-й минуте Юрия Никифорова. Всего за «моряков» сыграл 7 матчей в чемпионате страны, две игры в Кубке СССР и три матча в Кубке УЕФА, во всех матчах (кроме одного кубкового) выходил на замену или был заменён, и голами не отличился. В последнем сезоне чемпионата СССР снова играл за «Буковину» в первой лиге чемпионата СССР.
С 1991 года в течение десяти лет играл в Израиле, в основном за клубы первого дивизиона. В высшем дивизионе выступал в сезонах 1995/96 за «Хапоэль Кфар-Саба», 1996/97 за «Хапоэль Тайбе», 1998/99 за «Хапоэль Бейт-Шеан» и 1999/00 за «МС Ашдод», всего сыграл 30 матчей и забил три гола. В первом и втором дивизионах забил более 90 голов, неоднократно становился призёром и лучшим бомбардиром (1997/98, 25 голов) лиги «Леумит».
После возвращения на Украину стал работать вице-президентом «Буковины», но в ходе сезона 2002/03 вернулся на поле и провёл ещё 28 матчей во второй лиге Украины. За всю карьеру сыграл в составе черновицкого клуба 216 матчей, в которых забил 45 голов.
После окончания игровой карьеры до 2012 года работал вице-президентом «Буковины», затем — директором клубного стадиона. Входил в исполком областной федерации футбола. В начале февраля 2019 года был избран генеральным директором родного клуба: «Буковина».

## Достижения
- Победитель Второй лиги СССР: 1990
- Победитель Чемпионату УССР: 1988
- Серебряный призёр чемпионата УССР: 1989
- Серебряный призёр второго дивизиона Израиля: 1994/95
- Бронзовый призёр второго дивизиона Израиля (2): 1992/93, 1997/98

## Личная жизнь
Сын Андрей (род. 1991) тоже занимается футболом, на данный момент сыграл более 30 матчей за «Буковину» в первой и второй лигах. Также является крестным отцом Дениса Олейника.